# Auerbachs Keller

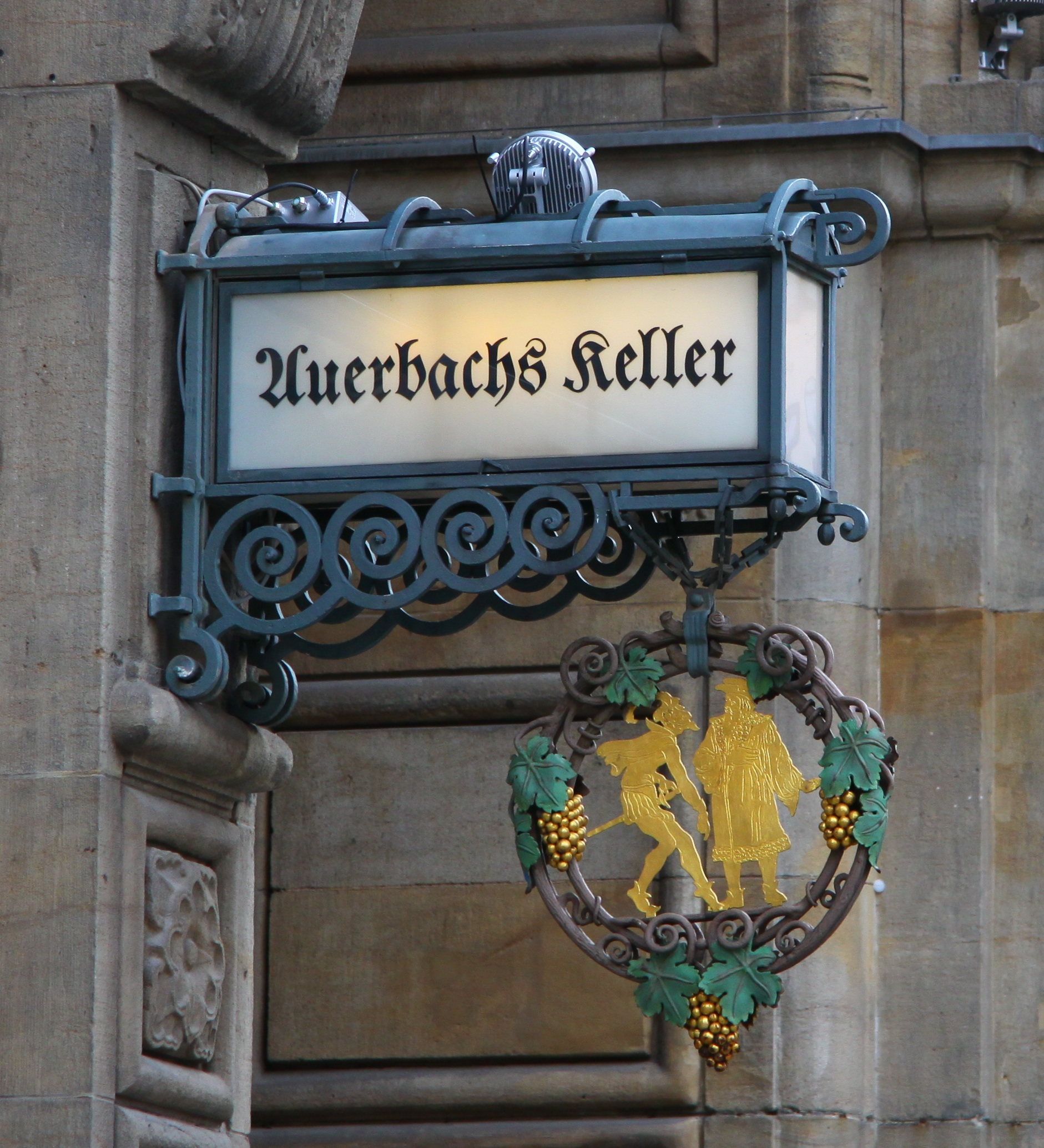
Anúncio luminoso do Auerbachs Keller à entrada da Mädlerpassage

Auerbachs Keller (literalmente Adega do Auerbach em português) é o mais conhecido e o segundo mais antigo restaurante (depois do Burgkeller) em Leipzig, cuja menção mais antiga em registo histórico remonta à primeira metade do século quinze (1438). O restaurante Auerbachs Keller deve a sua notoriedade em todo o mundo ao facto que já no Século XVI havia pertencido às adegas de vinho mais frequentadas da cidade de Leipzig, e principalmente a Johann Wolfgang von Goethe que o descreve na sua peça Fausto I, como o primeiro lugar aonde  Mefistófeles leva  Fausto  nas suas andanças.

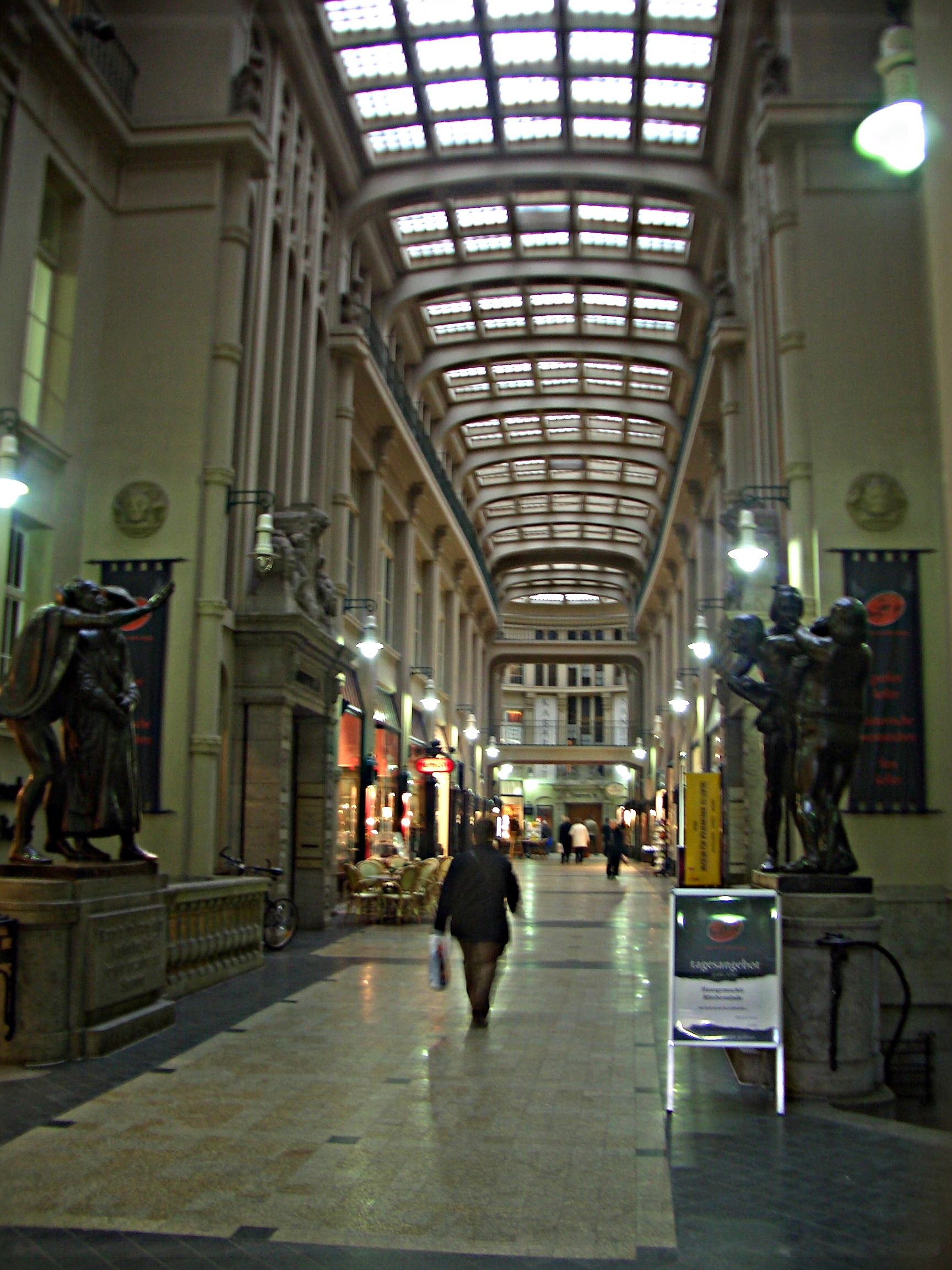
Esculturas em bronze à entrada de acesso ao restaurante Auerbachs Keller na cave da Mädlerpassage

## História
O restaurante Adega do Auerbach está instalado no centro histórico de Leipzig, distanciado apenas poucos passos do Mercado (Markt em alemão), no piso subterrâneo por baixo da Galeria do Mädler (Mädlerpassage) com entrada pelos números 2 e 4 da rua  Grimmaische. Este piso subterrâneo divide-se em duas áreas distintas, as quais são, nomeadamente, as quatro salas de jantar históricas (a Fasskeller, adega da Pipa, a Lutherzimmer, sala de Lutero, a Goethezimmer, sala de Goethe e a Alt-Leipzig, sala da Antiga Lípsia), e desde 1913, a grande Adega (großer Keller), cujo espaço foi adicionado por ampliação da cave do edifício e construído juntamente com as obras realizadas em 1912 para ser construída a Casa da Feira (Messehaus) incluída na Galeria do Mädler (Mädlerpassage). Há ainda uma dependência do restaurante no piso superior, rés-do-chão da Galeria do Mädler, chamada Mephisto, a qual se destina a servir bebidas alcoólicas.
A taberna (Weinausschank) já foi citada num registo histórico datado de 1438. A casa de pasto  recebeu a denominação Auerbachs Keller que ainda hoje perdura em virtude de o seu antigo proprietário e construtor, o vereador de Leipzig e professor de medicina Dr. Heinrich Stromer, ser mais conhecido então como Dr. Auerbach, por se considerar Auerbach o seu apelido de família (Familienname) quando Auerbach na verdade era apenas o topónimo (Ortsname) no Alto Palatinado (Oberpfalz) de onde o Dr. Heinrich Stromer era originário (Herkunftsname). O Dr. Heinrich Stromer em 1508 ocupava  também o cargo de reitor da Universidade de Leipzig. Como médico assistente do Príncipe Eleitor da Saxónia devido aos serviços de confiança que prestava lhe foi permitido construir a cave do prédio e explorar o negócio de adega de vinhos (Weinkeller) naquele local.

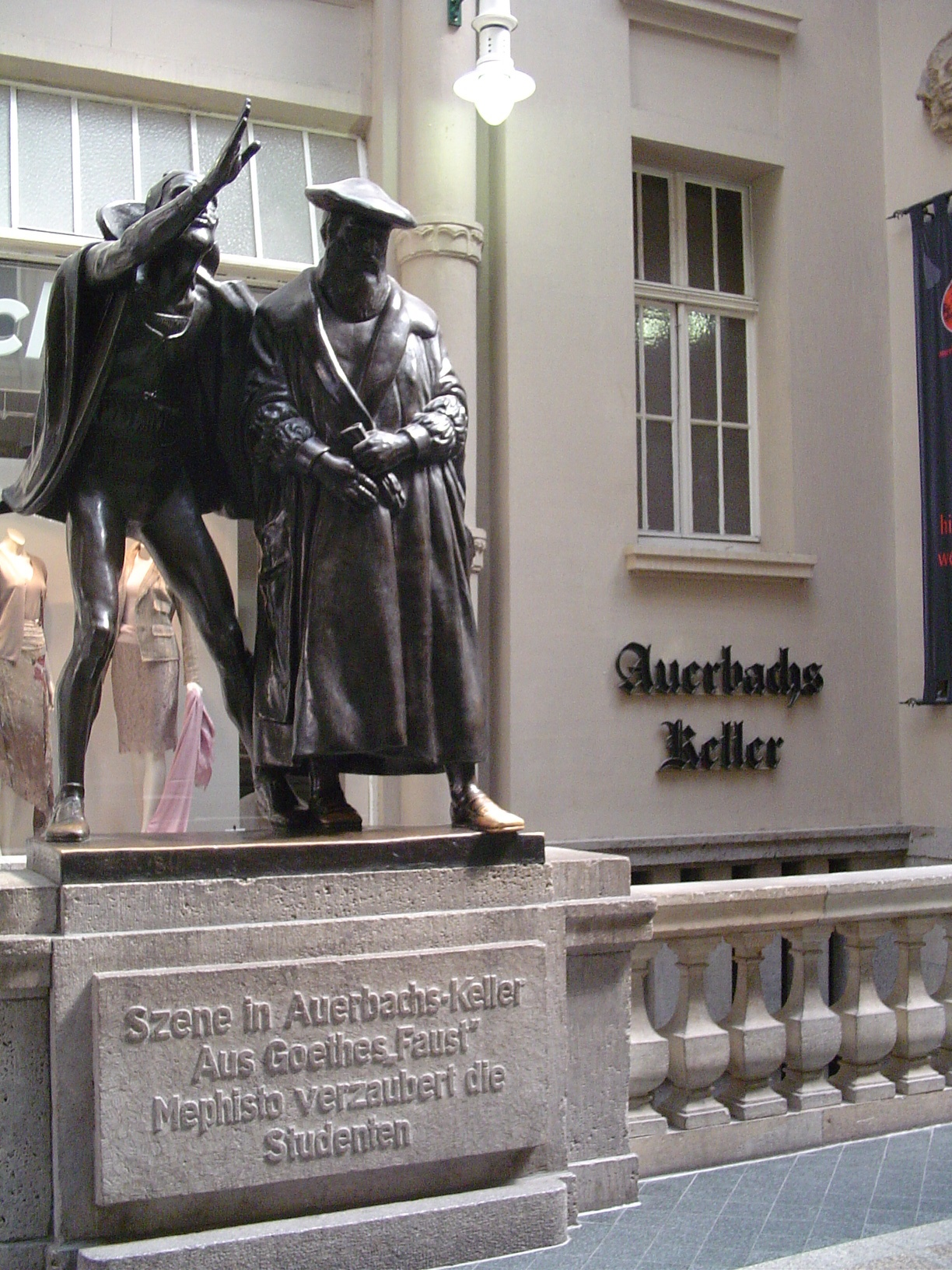
Figuras em bronze representando a cena de Fausto e Mephisto

Durante o seu tempo de estudante em Leipzig entre 1765 e 1768 Goethe esteve muitas vezes no Auerbachs Keller. Quando então Goethe terá visto as duas figuras em madeiras criadas por volta de 1625, sobre as quais o alquimista, mago e astrólogo Dr. Johann Georg Faust com os estudantes se fartara de beber vinho e cavalgou – por cima dos outros – montado numa pipa de vinho até à porta da rua, um feito que só poderia ter sido realizado com a ajuda do Diabo. A lenda do Dr. Johann Georg Faust, já era conhecida de Goethe desde os seus dias de infância através do Teatro de Títeres do Dr. Fausto, a qual era representada nas feiras. Na cena „Auerbachs Keller in Leipzig” em Fausto 1ª parte Goethe dedicou ao seu restaurante preferido dos tempos de estudante e à cidade de Leipzig um marco literário duradouro: „Mein Leipzig lob ich mir! Es ist ein klein Paris und bildet seine Leute.“ (Minha Lípsia eu me louvo! É uma pequena Paris e instrui a sua gente.)
A partir de 1 de Abril de 1912 até o dia 22 de Fevereiro de 1913 por ordem do seu proprietário Anton Mädler o restaurante Auerbachs Keller foi em grande parte construído de novo e ampliado em virtude da demolição da edificação existente desde a Idade Média e da construção da Casa da Feira (Messehaus) na Mädlerpassage. A inauguração da galeria (Mädlerpassage) teve lugar no dia 22 de Fevereiro de 1913. Junto com isto surgiram também os dois grupos de figuras, a figura de posição dupla Mefistófeles e Fausto e o grupo dos estudantes enfeitiçados do escultor Mathieu Molitor à entrada para o Auerbachs Keller, os quais foram fundidos na Fundição Lipsiense de Figuras em Bronze Noack fundada em 1899 por Traugott Noack (1865-1941).

## Da denominação Auerbachs Keller

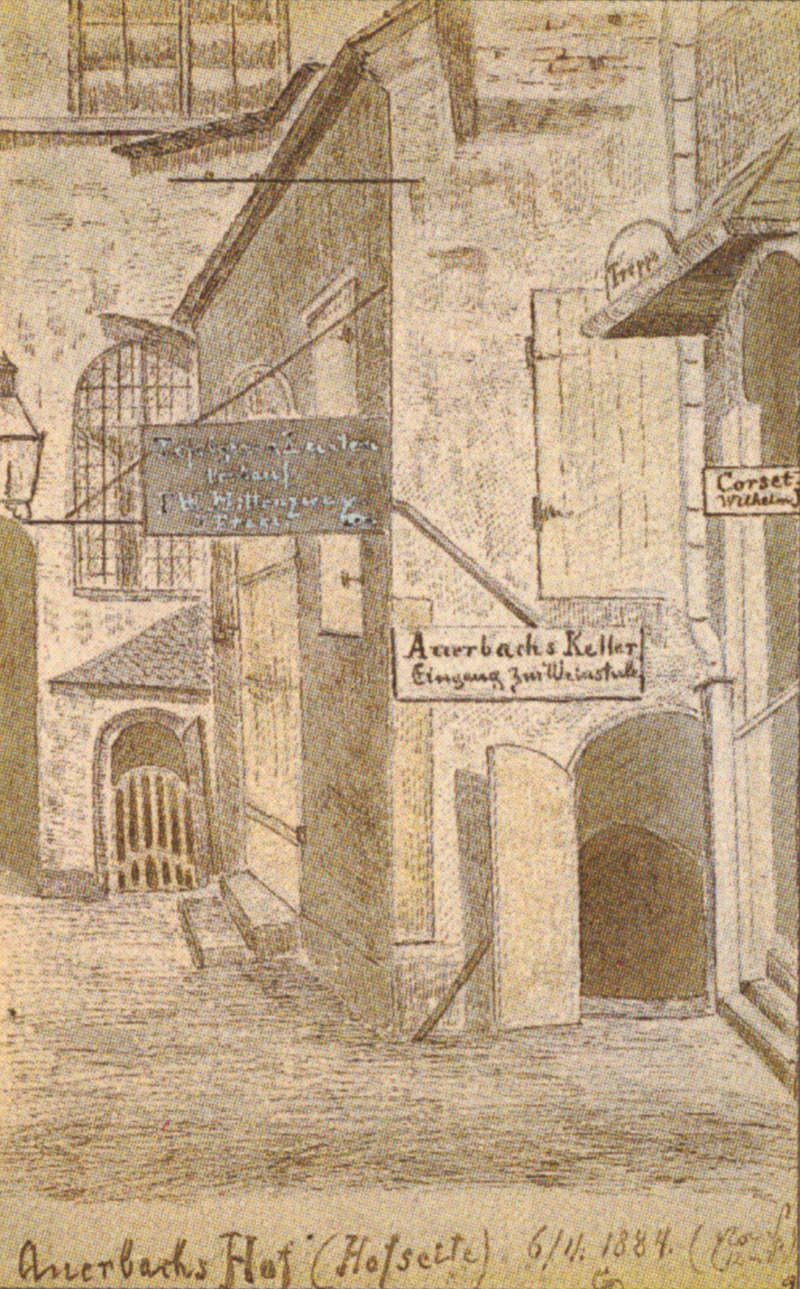
A entrada para a Adega do Auerbach em 1884

Como se depreende facilmente da sua composição Auerbachs Keller é uma denominação formada por dois elementos distintos. O primeiro elemento Auerbachs é um substantivo masculino composto por Auerbach com a desinência s. Conforme se descreve aqui o substantivo Auerbach é um topónimo (Ortsname) na região do Alto Palatinado (Oberpfalz) e foi utilizado como nome de origem (Herkunftsname) para indicar uma e mesma pessoa que era o Dr. Heinrich Stromer. A desinência s nesse substantivo indica o caso genitivo, ou seja um complemento determinativo da posse. Quando se transpõe o elemento Auerbachs para português esta desinência s pede a preposição de para exprimir a relação de posse. De modo que a preposição de se contrai com o artigo o do substantivo masculino Auerbach por este topónimo ser empregado como forma heterónima. A relação de posse exige que o segundo elemento Keller, após ser traduzido em português, passe a ocupar o primeiro lugar na versão portuguesa, portanto antes da locução «do Auerbach».

Como se pode ver pela sua própria história, Auerbachs Keller é a denominação de uma adega que se tornou muito famosa em Leipzig já na primeira metade do Século XVI. A adega recebeu o nome Auerbachs Keller devido a que ela tinha sido instalada na cave (Kellergeschoss) de um conjunto predial (Gebäude mit dazugehörigen Betriebsgelände) chamado Auerbachs Hof , o qual havia sido construído, entre 1530 e 1538, pelo Dr. Heinrich Stromer (1476-1542), mais conhecido então como Dr. Auerbach ou seja pelo seu título académico de doutor em medicina (Dr.) junto com o seu pretenso nome de família Auerbach, topónimo (Ortsname) na região do Alto Palatinado (Oberpfalz) que marca a sua origem de nascimento (Herkunftsname).

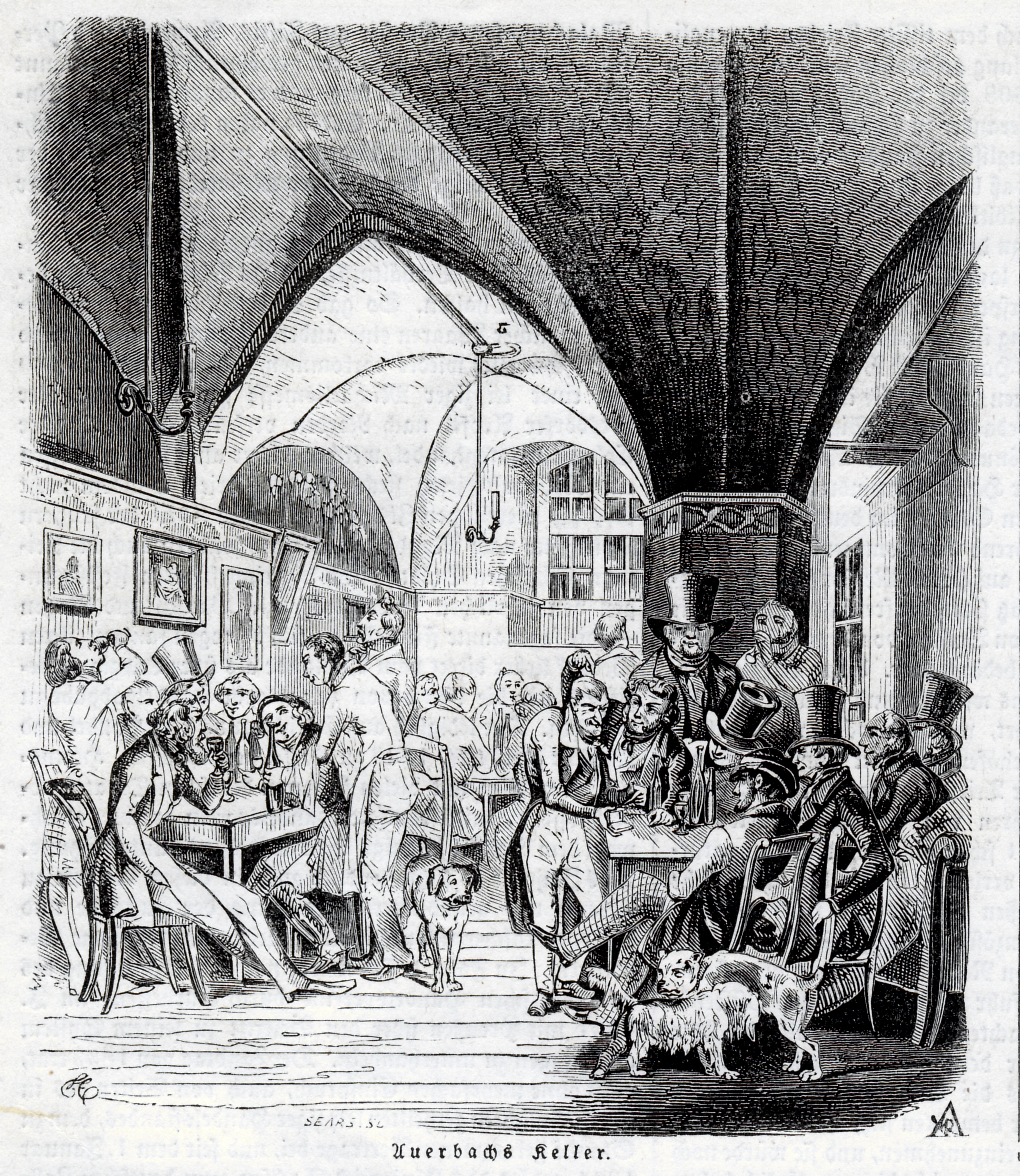
O interior do Auerbachs Keller em gravura publicada no jornal «Illustrierte Zeitung» de 27 de Abril de 1844

Na adega instalada na cave do citado conjunto predial (Hof) era onde se guardavam as pipas e tonéis de vinho para a venda e consumo de vinho a retalho no próprio local (Weinlokal), assim como se servia comida contra remuneração, pelo que era igualmente casa de pasto (Gaststätte), de modo que está implícito na denominação Auerbachs Keller que o seu elemento Keller é uma forma reduzida de Weinkeller. O elemento Keller neste caso é traduzível em português apenas por adega, como consta da maioria dos dicionários de alemão-português. Em tradução portuguesa o termo «cave» também poderia ser considerado, mas não vem ao caso, dado que o termo cave relacionado com vinho e outras bebidas só se usa no plural caves (Kellerei), em regra este plural só diz respeito aos grandes armazéns de vinho (por exemplo: caves de vinho do porto, caves de vinho espumante etc.), enquanto o singular cave (Kellergeschoss) significa «o pavimento de uma casa abaixo do leito da rua». O dicionário enciclopédico Koogan - Larousse no verbete respectivo diz que adega é um substantivo feminino cujo significado é «aposento, geralmente subterrâneo, onde se guardam o vinho e outras bebidas». Em síntese, a denominação Auerbachs Keller só tem o seu sentido mais inteligível entre os falantes do português se traduzida como Adega do Auerbach.

## Auerbach - origem e significado do nome
Auerbach – como apelido de família tornado conhecido através de Berthold Auerbach, o popular escritor da Floresta Negra, é reiteradamente topónimo em Baden, Vurtemberga, Baviera, Hesse-Renânia, está documentado como Urbach: ur é a designação muito antiga para água (água suja, água de pântano, já usada por Plínio), como Urach, Aurach, Urstede (Auerstädt), cantão Uri e o suíço urig «húmido». Um Ludwig Aurbacher é o autor do livro popular Die Sieben Schwaben (Os sete Suábios).